# Kategoria e Parë 1972-1973
La Kategoria e Parë 1972-1973 fu la 34ª edizione della massima serie del campionato albanese di calcio disputato tra il settembre 1972 e il 17 giugno 1973 e concluso con la vittoria della Dinamo Tirana, al suo nono titolo.
Capocannoniere del torneo fu Ilir Përnaska (Dinamo Tirana) con 12 reti.

## Formula
Le squadre partecipanti al torneo furono 14 e disputarono un turno di andata e ritorno per un totale di 26 partite.
Le retrocesse in Kategoria e Dytë passarono da due ad una.
Nessuna squadra si qualificò alle coppe europee.

## Squadre
| Squadra             | Città        | Stadio | Stagione 1971-1972 |
| ------------------- | ------------ | ------ | ------------------ |
| Skënderbeu          | Coriza       |        | 10°                |
| Labinoti            | Elbasan      |        | 5°                 |
| 17 Nëntori          | Tirana       |        | 2°                 |
| KF Partizani Tirana | Tirana       |        | 4°                 |
| Dinamo Tirana       | Tirana       |        | 3°                 |
| Flamurtari          | Valona       |        | 8°                 |
| Besa Kavajë         | Kavajë       |        | 6°                 |
| Vllaznia            | Scutari      |        | Campione d'Albania |
| Besëlidhja          | Alessio      |        | Kategoria e Dytë   |
| Traktori            | Lushnjë      |        | 11°                |
| Lokomotiva          | Durazzo      |        | 9°                 |
| Luftëtari           | Argirocastro |        | 12°                |
| Apolonia Fier       | Fier         |        | Kategoria e Dytë   |
| Shkëndija Tirana    | Tirana       |        | 7°                 |

## Classifica finale
|                    | Pos. | Squadra    | Pt | G  | V  | N  | P  | GF | GS | DR  |
| ------------------ | ---- | ---------- | -- | -- | -- | -- | -- | -- | -- | --- |
| Albania (bandiera) | 1.   | Dinamo     | 41 | 26 | 16 | 9  | 1  | 38 | 11 | +27 |
|                    | 2.   | Partizani  | 34 | 26 | 12 | 10 | 4  | 44 | 17 | +24 |
|                    | 3.   | Besa       | 34 | 26 | 12 | 10 | 4  | 33 | 17 | +16 |
|                    | 4.   | Vllaznia   | 33 | 26 | 12 | 9  | 5  | 39 | 24 | +15 |
|                    | 5.   | Traktori   | 29 | 26 | 10 | 9  | 7  | 22 | 25 | -3  |
|                    | 6.   | Flamurtari | 26 | 26 | 9  | 8  | 9  | 32 | 31 | +1  |
|                    | 7.   | Labinoti   | 24 | 26 | 6  | 12 | 8  | 27 | 29 | -2  |
|                    | 8.   | Shkëndija  | 23 | 26 | 6  | 11 | 9  | 19 | 24 | -5  |
|                    | 9.   | Luftëtari  | 22 | 26 | 6  | 10 | 10 | 25 | 32 | -7  |
|                    | 10.  | Skënderbeu | 22 | 26 | 6  | 10 | 10 | 14 | 22 | -8  |
|                    | 11.  | 17 Nëntori | 21 | 26 | 8  | 5  | 13 | 23 | 30 | -7  |
|                    | 12.  | Besëlidhja | 20 | 26 | 4  | 12 | 10 | 12 | 24 | -12 |
|                    | 13.  | Lokomotiva | 19 | 26 | 4  | 11 | 11 | 21 | 33 | -12 |
|                    | 14.  | Apolonia   | 16 | 26 | 6  | 4  | 16 | 17 | 47 | -30 |

Legenda:

      Campione d'Albania
      Retrocesso in Kategoria e Dytë
Note:

Due punti a vittoria, uno a pareggio, zero a sconfitta.

## Verdetti
- Campione: Dinamo Tirana
- Retrocessa in Kategoria e Dytë: Apolonia